# Кірхнюхель
Кірхнюхель (нім. Kirchnüchel) — громада в Німеччині, розташована в землі Шлезвіг-Гольштейн. Входить до складу району Плен. Складова частина об'єднання громад Лютьєнбург.
Площа — 10,09 км2. Населення становить 189 ос. (станом на 31 грудня 2020).

## Галерея

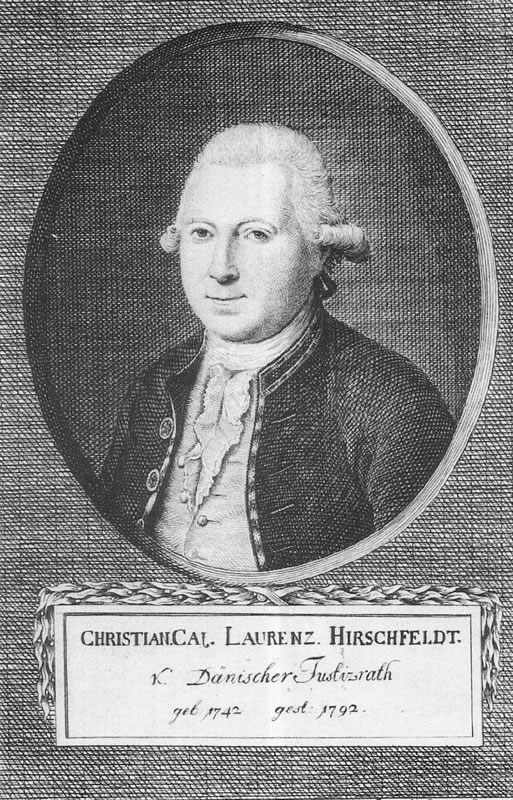